# Atlas Air
Atlas Air is een vrachtluchtvaartmaatschappij met als basis New York (VS). Zij voert vrachtvluchten uit voor enkele grote luchtvaartmaatschappijen naar meer dan 300 bestemmingen. De thuisbasis is Miami International Airport (MIA).
In 1992 is Atlas Air opgericht door de Pakistaan Michael Chowdry. Hij begon in 1993 met het leasen van zijn eerste vliegtuig aan China airlines via het Aircraft, Crew, Maintenance, and Insurance (ACMI) concept. De maatschappij is, met 54 vliegtuigen, de grootste gebruiker van de Boeing 747 ter wereld.
Atlas Air is volledig handen van Atlas Air Worldwide (AAW). De aandelen van AAW staan aan de NASDAQ genoteerd. AAW heeft verder nog een aandelenbelang van 51%, maar 75% van het stemrecht, in Polar Air Cargo Worldwide, Inc. De enige andere aandeelhouder in Polar is DHL Network Operations. Polar heeft DHL als enige klant en dit contract loopt tot 2028.
In 2022 had het bedrijf een vloot van 108 toestellen. Hiermee werd een omzet behaald van US$ 4,5 miljard en een nettowinst van US$ 356 miljoen.
In augustus 2022 deed een consortium, onder leiding van Apollo Global Management, een bod van US$ 3 miljard op alle uitstaande aandelen Atlas Air Worldwide. Het bod werd geaccepteerd en in maart 2023 werd de transactie afgerond.

## Vloot
| Viegtuigen         | In Service      | Besteld         | Passagier       | Passagier       | Passagier       | Passagier       | aantekeningen                       |                 |
| Viegtuigen         | In Service      | Besteld         | F               | C               | Y               | Total           | aantekeningen                       |                 |
| Passagier vloot    | Passagier vloot | Passagier vloot | Passagier vloot | Passagier vloot | Passagier vloot | Passagier vloot | Passagier vloot                     | Passagier vloot |
| ------------------ | --------------- | --------------- | --------------- | --------------- | --------------- | --------------- | ----------------------------------- | --------------- |
| Boeing 747-400     | 5               | _               | 10              | 169             | 36              | 215             | In gebruik voor VIP vervoer         |                 |
| Boeing 747-400     | 5               | _               | —               | 23              | 505             | 528             |                                     |                 |
| Boeing 767-300ER   | 5               | —               | —               | —               | 255             | 255             |                                     |                 |
| Cargo Vloot        |                 |                 |                 |                 |                 |                 |                                     |                 |
| Boeing 737-300F    | 1               | —               | Cargo           | Cargo           | Cargo           | Cargo           | Operated by Titan Aviation Holdings |                 |
| Boeing 737-400F    | 1               | —               | Cargo           | Cargo           | Cargo           | Cargo           | Operated by Southern Air            |                 |
| Boeing 737-800BCF  | 5               | 3               | Cargo           | Cargo           | Cargo           | Cargo           | Operate for Amazon Air              |                 |
| Boeing 747-400BCF  | 2               | —               | Cargo           | Cargo           | Cargo           | Cargo           |                                     |                 |
| Boeing 747-400BDSF | 2               | —               | Cargo           | Cargo           | Cargo           | Cargo           |                                     |                 |
| Boeing 747-400ERF  | 2               | —               | Cargo           | Cargo           | Cargo           | Cargo           |                                     |                 |
| Boeing 747-400F    | 20              | —               | Cargo           | Cargo           | Cargo           | Cargo           |                                     |                 |
| Boeing 747-400F    | 6               | —               | Cargo           | Cargo           | Cargo           | Cargo           | Operated by Polar Air Cargo         |                 |
| Boeing 747-400F    | 3               | —               | Cargo           | Cargo           | Cargo           | Cargo           | Operate for Nippon Cargo Airlines   |                 |
| Boeing 747-400LCF  | 4               | —               | Cargo           | Cargo           | Cargo           | Cargo           | Operate for Boeing                  |                 |
| Boeing 747-8F      | 8               | —               | Cargo           | Cargo           | Cargo           | Cargo           |                                     |                 |
| Boeing 747-8F      | 2               | —               | Cargo           | Cargo           | Cargo           | Cargo           | Operate for Qantas Freight          |                 |
| Boeing 767-200BDSF | 9               | —               | Cargo           | Cargo           | Cargo           | Cargo           | Operate for DHL Aviation            |                 |
| Boeing 767-300BCF  | 22              | —               | Cargo           | Cargo           | Cargo           | Cargo           |                                     |                 |
| Boeing 767-300BDSF | 22              | —               | Cargo           | Cargo           | Cargo           | Cargo           |                                     |                 |
| Boeing 777F        | 9               | —               | Cargo           | Cargo           | Cargo           | Cargo           | Operated by Southern Air            |                 |
| Total              | 118             | —               |                 |                 |                 |                 |                                     |                 |